# أوكسن أورفليان
أوكسن أورفليان (أوكسن أورفليان)، ويُكتب أحيانًا أوكسين، هو لاعب كرة قدم لبناني سابق، لعب في مركز المهاجم. مثّل المنتخب الوطني اللبناني في أولى مبارياته الدولية الرسمية.

## حياته ومسيرته
لم تُعرف تفاصيل دقيقة عن ولادة أوكسن أورفليان أو وفاته، غير أن مصادر رياضية لبنانية وأرمنية تؤكد أصوله الأرمنية ونشأته ضمن بيئة رياضية تابعة للجالية الأرمنية في لبنان، وتحديدًا ضمن نادي هومنتمن بيروت.
لعب أورفليان في صفوف نادي هومنتمن بيروت خلال موسم 1940–1941، قبل أن ينتقل إلى فلسطين عام 1942 حيث انضم إلى هومنتمن القدس، وهو فرع للنادي ذاته في مدينة القدس، وشارك في عدد من المباريات المحلية. لاحقًا، عاد إلى لبنان وانضم إلى صفوف شبيبة المزرعة في موسم 1944–1945.

## المسيرة الدولية
شارك أورفليان في أول مباراة دولية للمنتخب اللبناني في تاريخه، والتي كانت ضد منتخب فلسطين الانتدابية في 27 أبريل 1940 في مدينة تل أبيب. خسر المنتخب اللبناني تلك المباراة بنتيجة 5–1، وكانت مشاركته الدولية الوحيدة بحسب السجلات المتاحة.

## أثره الكروي
يُعد أورفليان من الجيل الأول الذي أسس لبنة كرة القدم الدولية اللبنانية، وشارك في ترسيخ حضور منتخب لبنان لكرة القدم على الساحة الكروية الآسيوية والدولية في حقبة ما قبل استقلال لبنان عام 1943. وتمثل مشاركته رمزًا لارتباط الجالية الأرمنية بتطور الرياضة اللبنانية.

## وصلات خارجية
- RSSSF – سجل مباريات لبنان الدولية
- أوكسن أورفليان على موقع أف آي لبنان (FA Lebanon)